# Waiting for the Night
Waiting for the Night (en español, Esperando por la noche) es una canción del grupo inglés de música electrónica Depeche Mode compuesta por Martin Gore, publicada en el álbum Violator de 1990.

## Descripción
"Waiting for the Night" es una balada oscura por completo sintética, de sonido hipnótico, aunque también un tanto cósmica debido a lo onírico de su melodía: En realidad es un tema más lírico que musical y, por cierto, se interpreta casi totalmente a dos voces por David Gahan y Martin Gore. Está planteada como una canción triste, melancólica, transmitiendo un poco de miedo, mientras el acompañamiento musical, íntegramente sintético, se muestra minimalista, casi disperso, cayendo en lo astronáutico, aunque la letra no está dirigida a nadie en particular pues toda es en primera persona.
El tema pareciera el primer experimento sideral de DM no solo por su música que remite a una especie de canción técnicamente avanzada, sino por su letra alucinante, anímica e introspectiva, aunque inevitablemente oscura acercándose mucho a los estándares del rock gótico en su clamor de estar “esperando a la noche”, aunque siendo un tema eminentemente electrónico se inserta más bien en la tendencia dark wave de DM, y bien podría haber estado incluido en el álbum Black Celebration.
Por otro lado fue, en aquella época, uno de los últimos temas hechos de manera meramente sintética, sin acompañamiento de cuerdas ni ningún tipo de percusión, con lo cual en un sentido purista sería de los únicos de DM que realmente ostentan la etiqueta de verdaderamente electrónicos en esa etapa en que comenzaban a incorporar más elementos acústicos.
En realidad la canción no se parece a ninguna otra de DM, y quizás a la que más influyó posteriormente fue al tema lírico electroacústico "When the Body Speaks" del álbum Exciter de 2001.
"Waiting for the Night" no tuvo vídeo promocional, pero desde el World Violation Tour se presentaba con una proyección de fondo de tipo minimalista dirigida por Anton Corbijn en la cual se veía a los integrantes de DM sólo en siluetas con lucecillas en las manos, después para las giras Devotional Tour y Exotic Tour Corbijn realizó una proyección tanto para el tema "Judas" como para las interpretaciones de "A Question of Lust", "I Want You Now" y de "Waiting for the Night", en la cual aparecían unas velas encendidas, una con forma de corazón y otra en forma de cruz pero corridas de atrás para adelante, de tal forma que en un principio aparecían un par de velas informes que al término acababan con la forma de corazón y cruz, mientras en otra pantalla aparecían simplemente varias veladoras encendidas. En la gira Exciter Tour se le presentaba con otra proyección dirigida por Corbijn, también en forma simplista mostrando tan sólo la lenta caída de gotas de agua generando una onda sobre un estanque o recipiente; sólo se ve el agua pues la imagen está muy ampliada, hasta los coros la imagen cambiaba por una de lluvia vista en efecto fotográfico positivo y negativo.
Según se reveló en algún momento, el tema originalmente se llamaba "Waiting for the Night to Fall", pero por un error de impresión en el álbum Violator el nombre quedó sólo como "Waiting for the Night", sin embargo los miembros de DM indistintamente la llaman "Waiting for the Night to Fall".

## En directo
"Waiting for the Night" ha sido incorporado en cinco giras, el correspondiente World Violation Tour, el Exotic Tour, donde fue interpretado por Martin Gore; y después en el Exciter Tour, en el que se interpretó de nuevo tal como aparece en el álbum.
Posteriormente se incorporó durante el Tour of the Universe donde hizo de cierre para los conciertos, aunque no en todas las fechas, solo en la primera mitad y, además, para esa ocasión se llevó a cabo en una versión por completo minimalista con solo musicalización acústica en modo piano por Peter Gordeno, Andrew Fletcher e incluso Christian Eigner, básicamente una reproducción de la que se contiene en la edición digital del álbum Playing the Angel, y además con la letra alterada, pues la primera estrofa la cantaban Gore y Gahan tal como en su versión original, pero en la segunda y la tercera estrofa sólo cantaban el segundo verso los dos tiempos. En la última gira del grupo, el Memento Mori World Tour, el tema volvió a aparecer en algunos conciertos en forma acústica interpretada a dueto por Martin Gore y David Gahan.